# Великая Топаль
Вели́кая Топа́ль — село в Клинцовском районе Брянской области, центр Великотопальского сельского поселения. Население — 750 жителей (2012).
Расположено в 25 км к югу от города Клинцы, у границы с Климовским районом, на автодороге Клинцы — Климово.

## История
Первые упоминания о селе встречаются в польских грамотах начала XVII века. После перехода Малороссии под власть российских государей, наиболее заметными владельцами здесь были: Михайло Рубец, Савва Рагузинский, Гаврила и Моисей Владиславичи (устроившие здесь великолепную усадьбу), а с 1770 года — П. А. Румянцева, на чьи средства в 1780 году вместо деревянной церкви был сооружён каменный Преображенский храм (один из лучших образцов культовой архитектуры Брянщины). Усадьба перешла к внебрачной дочери сына Петра Александровича Сергея — Варваре Сергеевне Голицыной. Она возвела в 1820 году ныне существующий особняк и флигель. Позднее усадьбой владел её сын князь Павел Павлович Голицын. Его единственная дочь Мария Павловна Голицына вышла замуж за Николая Дмитриевича Долгорукова, старшего сына Д. Н. Долгорукова. Последними владельцами усадьбы были их дети князья Дмитрий Николаевич (1888—?) и Владимир Николаевич (26.08.1893-25.08.1966) Долгоруковы.
В середине XVII века Великая Топаль (тогда — местечко Топаль) становится центром Топальской сотни Стародубского полка. Здесь располагалось сотенное правление, решались важнейшие административные и судебные дела всей округи.
По описанию 1710 года, всех дворов в Великой Топали уже было 261, из которых казачьих только 52. Во владении крестьян имелось: лошадей — 450, коров — 273, овец — 974, коз — 102, свиней — 950, и наконец 120 «пчельных дерев».
В XIX веке село Великая Топаль было волостным центром Великотопальской волости Новозыбковского уезда Черниговской губернии. В селе была Николаевская церковь.

### Описание села в 1781 году
Положение имеет по горе между яром и по косогоре, вокруг оного чистое поле и проток, именуемый Топалка... 
Дом его сиятельства зделанной итальянским манером, на каменном фундаменте, с погребами каменными ж, в двох этажах, о 10-ти покоях, при коем сад весма хорошой, регулярно рассаженной, с трома ранжареями... 
В сем местечке разночинцов 3, попович 1, священников 3, причетников 3... Всего обывателей 286 хат. Ярмонков в год три... Земли пахотных и сенных покосов неоскудно; обыватели тут живущие упражняются в хлебопашестве и мало в скотоводстве; хлеб и припложенный скот продают в слободе Климовой и городе Стародубе...
С упразднением полкового и сотенного деления, с 1782 года Великая Топаль входила в Новоместский, Новозыбковский (с 1808) уезд, в составе которого с 1861 по 1926 год являлась волостным центром. В 1926—1929 гг. — в составе Новозыбковской волости; с 1929 года — в Клинцовском районе.

## Население
| Годы          | 1810 | 1859 | 1892 | 1901 | 1917 | 1926 | 1979 | 1989 | 2002 | 2010 | 2012 |
| ------------- | ---- | ---- | ---- | ---- | ---- | ---- | ---- | ---- | ---- | ---- | ---- |
| Число жителей | 3750 | 1895 | 2550 | 2878 | 3447 | 1912 | 1507 | 1176 | 918  | 838  | 750  |

699 человек (2013).

## Экономика
В селе работают несколько магазинов, отделение связи. Ранее действовал хлебозавод.

## Транспорт
Великая Топаль связана регулярным автобусным сообщением с Клинцами и Климовом.

## Достопримечательности
- Каменный храм Преображения (1780).
- Усадебно-парковый ансамбль XVIII—XIX вв.
- У южной окраины села — памятник археологии: городище юхновской культуры.

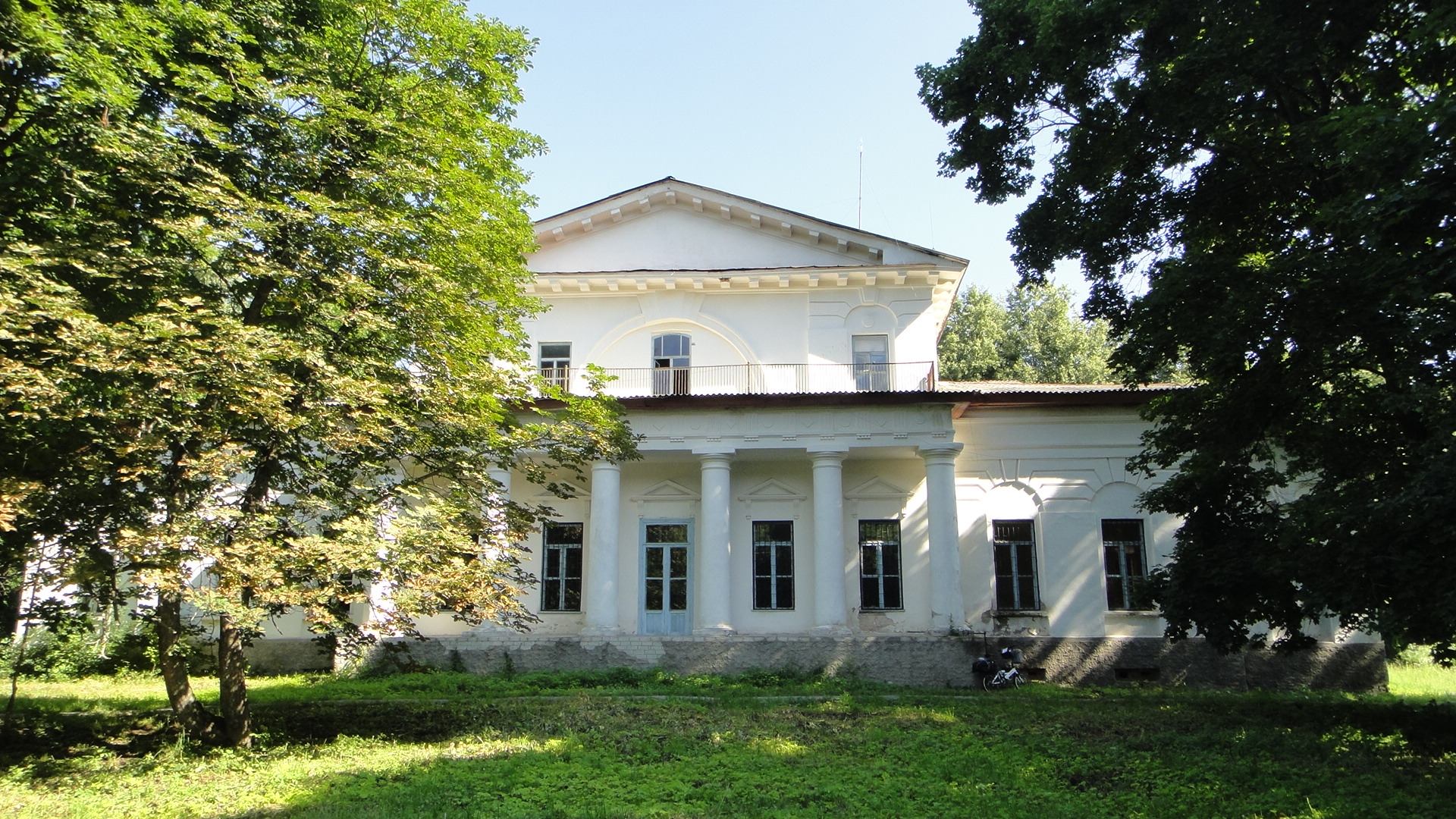
Усадебный дом
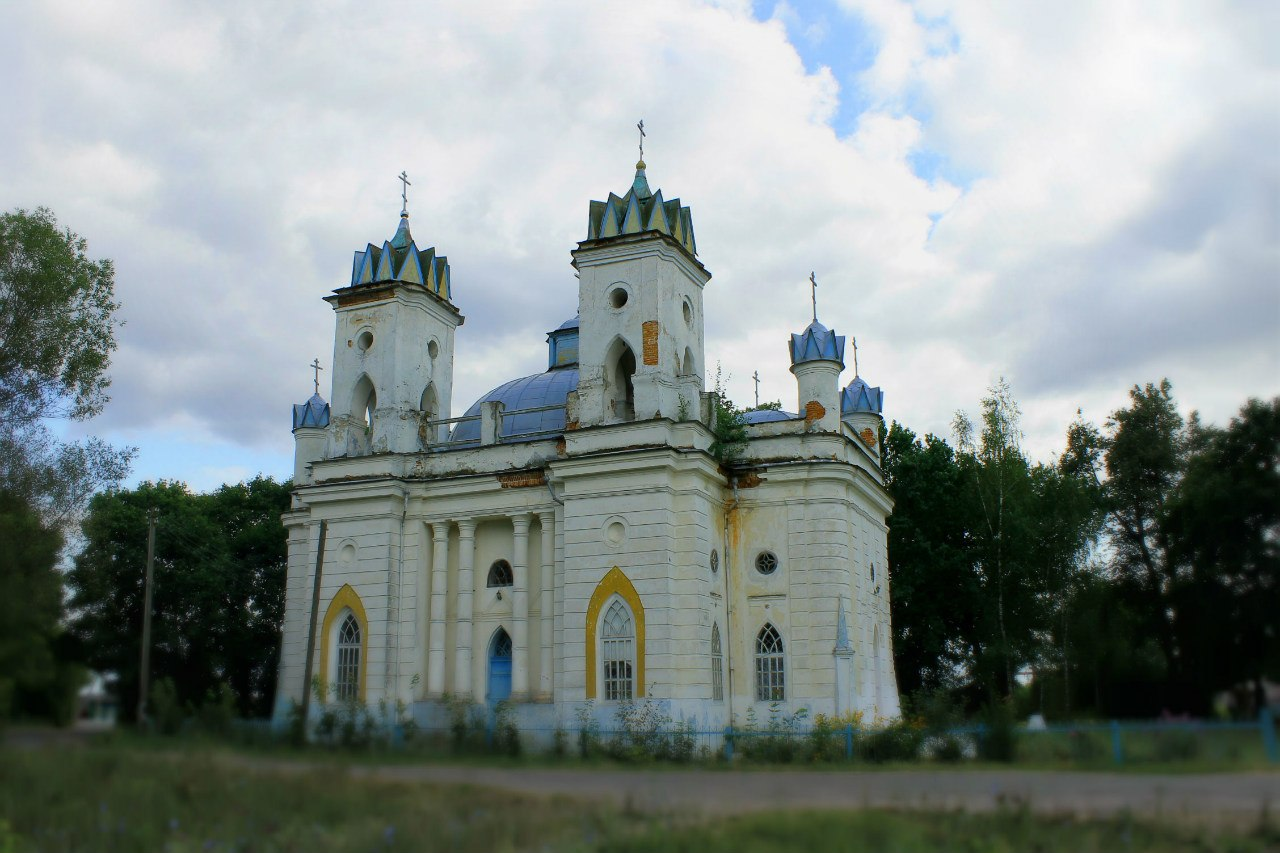
Преображенская церковь